# Burg Rytro

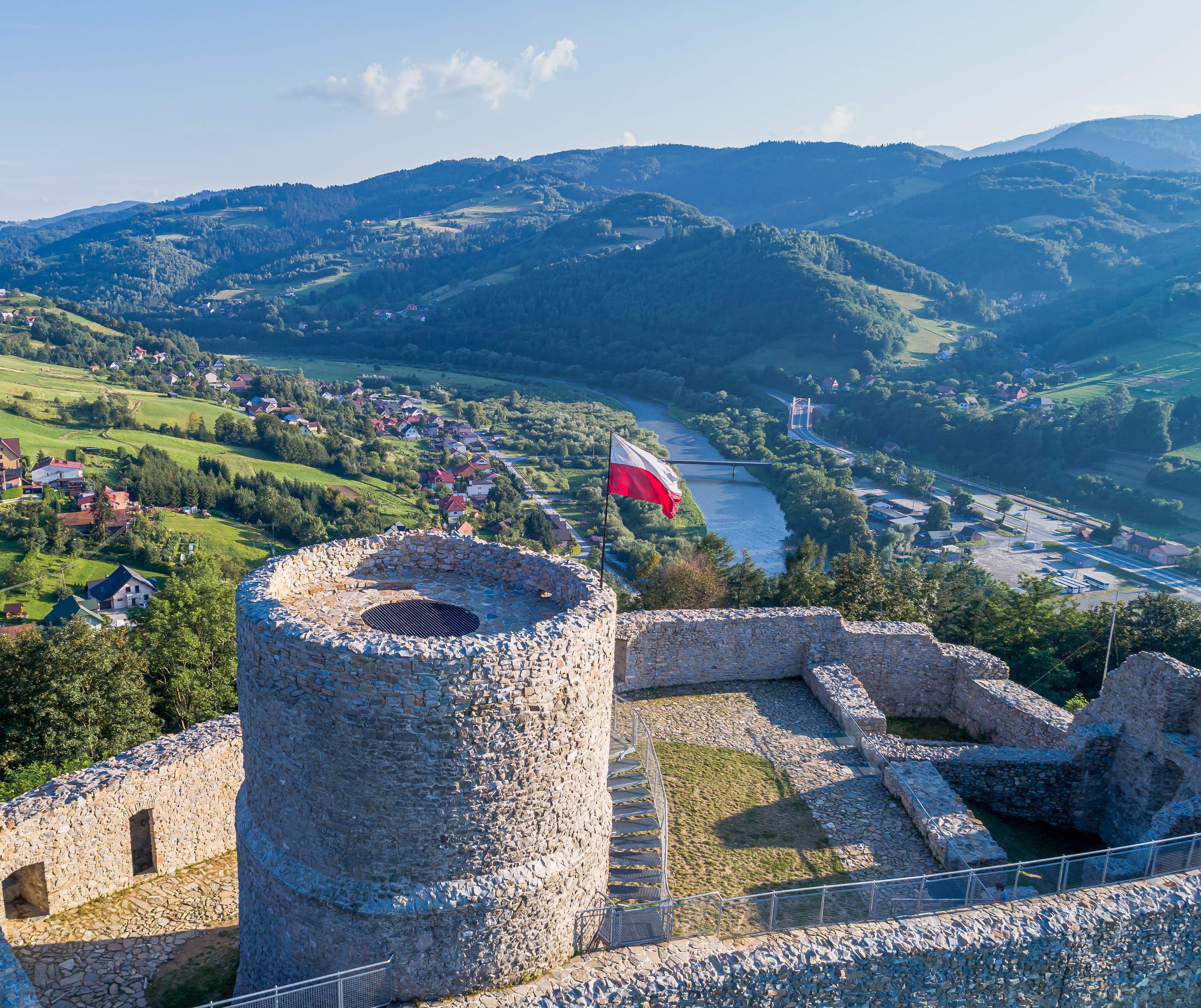
Blick vom Burgfried auf den Fluss Poprad

Die Königsburg Rytro (polnisch Zamek w Rytrze) ist eine Burgruine, die auf einem 463 Meter hohem Berg in Rytro bei Nowy Sącz in der polnischen Woiwodschaft Kleinpolen am Fluss Poprad im Gebirgszug der Beskiden (Sandezer Beskiden) liegt. Sie zählt zu den Dunajec-Burgen, die die mittelalterliche Handelsstraße vom Königreich Polen nach Oberungarn entlang des Dunajec und Poprads bewachten. Der Name ist deutschen Ursprungs und leitet sich von Ritter ab.

## Geschichte
Die Burg wurde um 1300 errichtet. Sie wird erstmals 1312 in einer Urkunde von Władysław I. Ellenlang erwähnt, in der Władysław dem Klarissenkloster Stary Sącz das Erheben von Zöllen auf dem Poprad unterhalb der Burg prope castrum Ritter gestattet. Später taucht sie auch als Burg Rither (ultra Rither castrum sitam) in den Quellen auf. Die Burg befand sich im 14. Jahrhundert im Besitz der polnischen Könige. Im 15. Jahrhundert war die Burg Sitz der Starosten von Stary Sącz. Im 16. Jahrhundert wurde die Burg von Piotr Kmita verwaltet, danach wurde sie verlassen. Bereits Marcin Bielski erwähnt sie als verlassen, was auch Quellen aus 1616 bestätigten. Schließlich wurde die Burg 1657 von den Truppen von Georg II. Rákóczi zerstört. 
Die Ruine wurde im 20. Jahrhundert gesichert. Sie kann besichtigt werden.